# Gant-Wevelgem 2012
La Gant-Wevelgem 2012 fou la 74a edició de la clàssica belga Gant-Wevelgem i es disputà el 25 de març de 2012 sobre un traçat de 234,6 km entre Deinze i Wevelgem. Aquesta era la setena prova de l'UCI World Tour 2012. La victòria fou pel belga Tom Boonen (Omega Pharma-Quick Step), que s'imposà a l'esprint a l'eslovac Peter Sagan (Liquigas-Cannondale) i el danès Matti Breschel (Rabobank ProTeam).

## Equips participants
Vint-i-cinc equips prenen part en la cursa. Als 18 equips UCI ProTeam, que tenen obligada la seva presència, set equips continentals han estat convidats: Landbouwkrediet-Euphony, Topsport Vlaanderen-Mercator, Accent.jobs-Willems Veranda's, Cofidis, Farnese Vini-Selle Italia, Project 1t4i i Team Europcar.
| Núm     | Codi | Equip                   |
| ------- | ---- | ----------------------- |
| 1-8     | OPQ  | Omega Pharma-Quick Step |
| 11-18   | SKY  | Team Sky                |
| 21-28   | LBT  | Lotto-Belisol           |
| 31-38   | ALM  | AG2R La Mondiale        |
| 41-48   | AST  | Astana Qazaqstan Team   |
| 51-58   | BMC  | BMC Racing Team         |
| 61-68   | EUS  | Euskaltel–Euskadi       |
| 71-78   | FDJ  | FDJ-BigMat              |
| 81-88   | GEC  | GreenEDGE               |
| 91-98   | KAT  | Team Katusha            |
| 101-108 | LAM  | Lampre-ISD              |
| 111-118 | LIQ  | Liquigas-Cannondale     |
| 121-128 | MOV  | Movistar Team           |

| Núm     | Codi | Equip                         |
| ------- | ---- | ----------------------------- |
| 131-138 | RAB  | Rabobank ProTeam              |
| 141-148 | GAR  | Garmin-Barracuda              |
| 151-158 | RNT  | RadioShack-Nissan             |
| 161-168 | SAX  | Team Saxo Bank                |
| 171-178 | VCD  | Vacansoleil-DCM               |
| 181-188 | TPV  | Topsport Vlaanderen-Mercator  |
| 191-198 | LAN  | Landbouwkrediet-Euphony       |
| 201-208 | ACC  | Accent.jobs-Willems Veranda's |
| 211-218 | COF  | Cofidis                       |
| 221-228 | FAR  | Farnese Vini-Selle Italia     |
| 231-238 | PRO  | Project 1t4i                  |
| 241-248 | EUC  | Team Europcar                 |

## Recorregut
Durant el recorregut els ciclistes hauran de superar onze cotes de muntanya:
| Núm. | Nom               | Km    | Paviment | Llargada (m) | Pendent mitjana | Pendent màxim |
| ---- | ----------------- | ----- | -------- | ------------ | --------------- | ------------- |
| 1    | Kasselberg        | 136,6 | asfalt   | 1.700        | 4,9%            | 10%           |
| 2    | Kasselberg        | 142,2 | asfalt   | 1.700        | 4,9%            | 10%           |
| 3    | Katsberg          | 159,8 | asfalt   | 500          | 9%              | 14%           |
| 4    | Le Vert Mont      | 166,0 |          |              |                 |               |
| 5    | Vidaigneberg      | 170,9 | asfalt   |              |                 |               |
| 6    | Baneberg          | 172,0 | asfalt   | 300          | 10%             | 20%           |
| 7    | Kemmelberg        | 180,0 | pavès    | 2.500        | 4,4%            | 24%           |
| 8    | Schomminkelstraat | 187,0 | asfalt   |              |                 |               |
| 9    | Baneberg          | 188,9 | asfalt   | 300          | 10%             | 20%           |
| 10   | Kemmelberg        | 196,9 | pavès    | 2.500        | 4,4%            | 24%           |
| 11   | Monteberg         | 200,8 | asfalt   | 1.000        | 7,3%            | 13%           |

## Classificació final
|    | Cilista                    | Equip                     | Temps      | UCI World Tour Punts |
| -- | -------------------------- | ------------------------- | ---------- | -------------------- |
| 1  | Tom Boonen (BEL)           | Omega Pharma-Quick Step   | 5h 32' 44" | 80                   |
| 2  | Peter Sagan (SVK)          | Liquigas-Cannondale       | m. t.      | 60                   |
| 3  | Matti Breschel (DEN)       | Rabobank ProTeam          | m. t.      | 50                   |
| 4  | Óscar Freire (ESP)         | Team Katusha              | m. t.      | 40                   |
| 5  | Edvald Boasson Hagen (NOR) | Team Sky                  | m. t.      | 30                   |
| 6  | Daniele Bennati (ITA)      | RadioShack-Nissan         | m. t.      | 22                   |
| 7  | Marco Marcato (ITA)        | Vacansoleil-DCM           | m. t.      | 14                   |
| 8  | Steve Chainel (FRA)        | FDJ-BigMat                | m. t.      | 10                   |
| 9  | Filippo Pozzato (ITA)      | Farnese Vini-Selle Italia | m. t.      | –                    |
| 10 | Giovanni Visconti (ITA)    | Movistar Team             | m. t.      | 2                    |